# 超級質子同步加速器

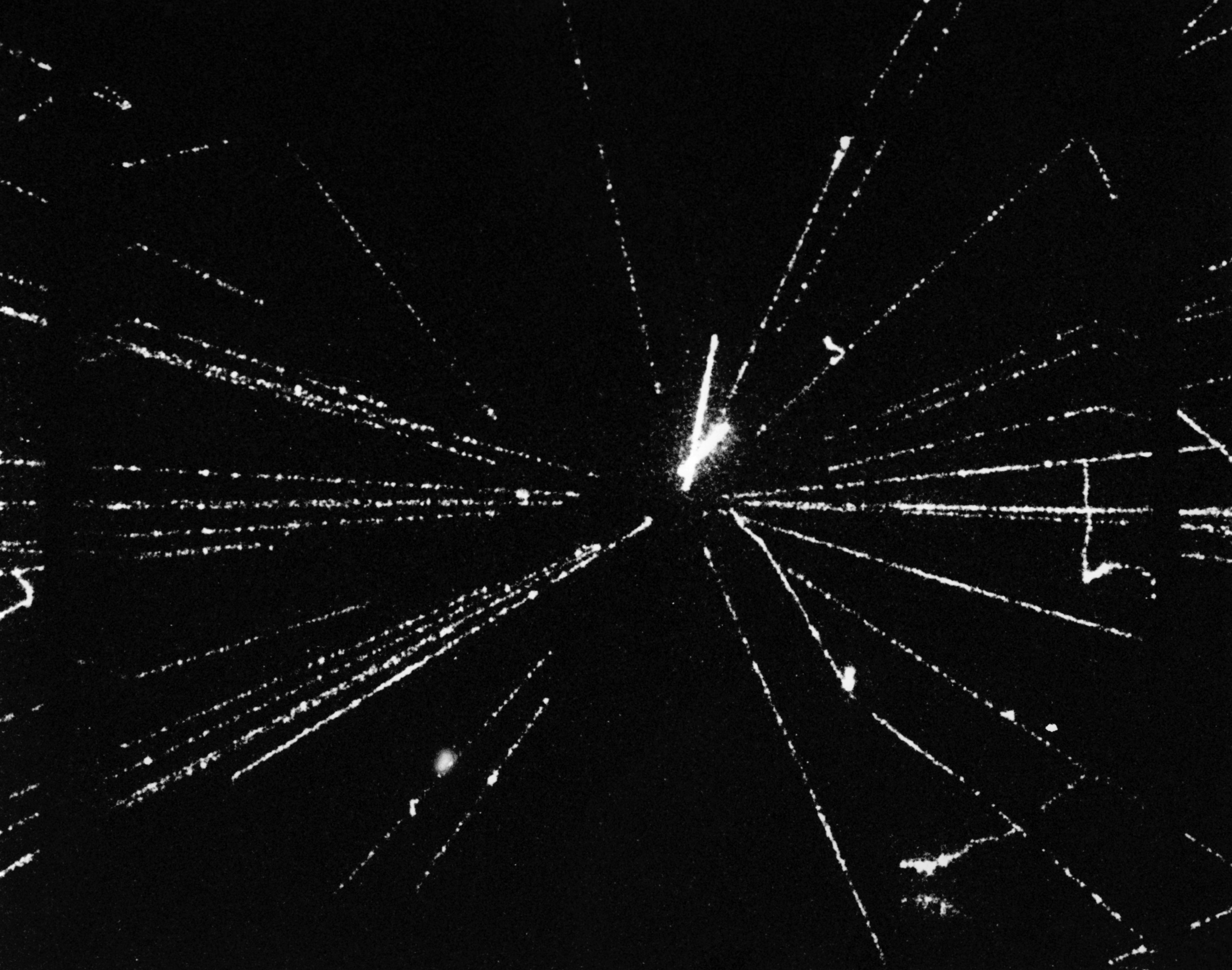
在SPS上UA5實驗中一个質子–反質子的碰撞，于1982年。

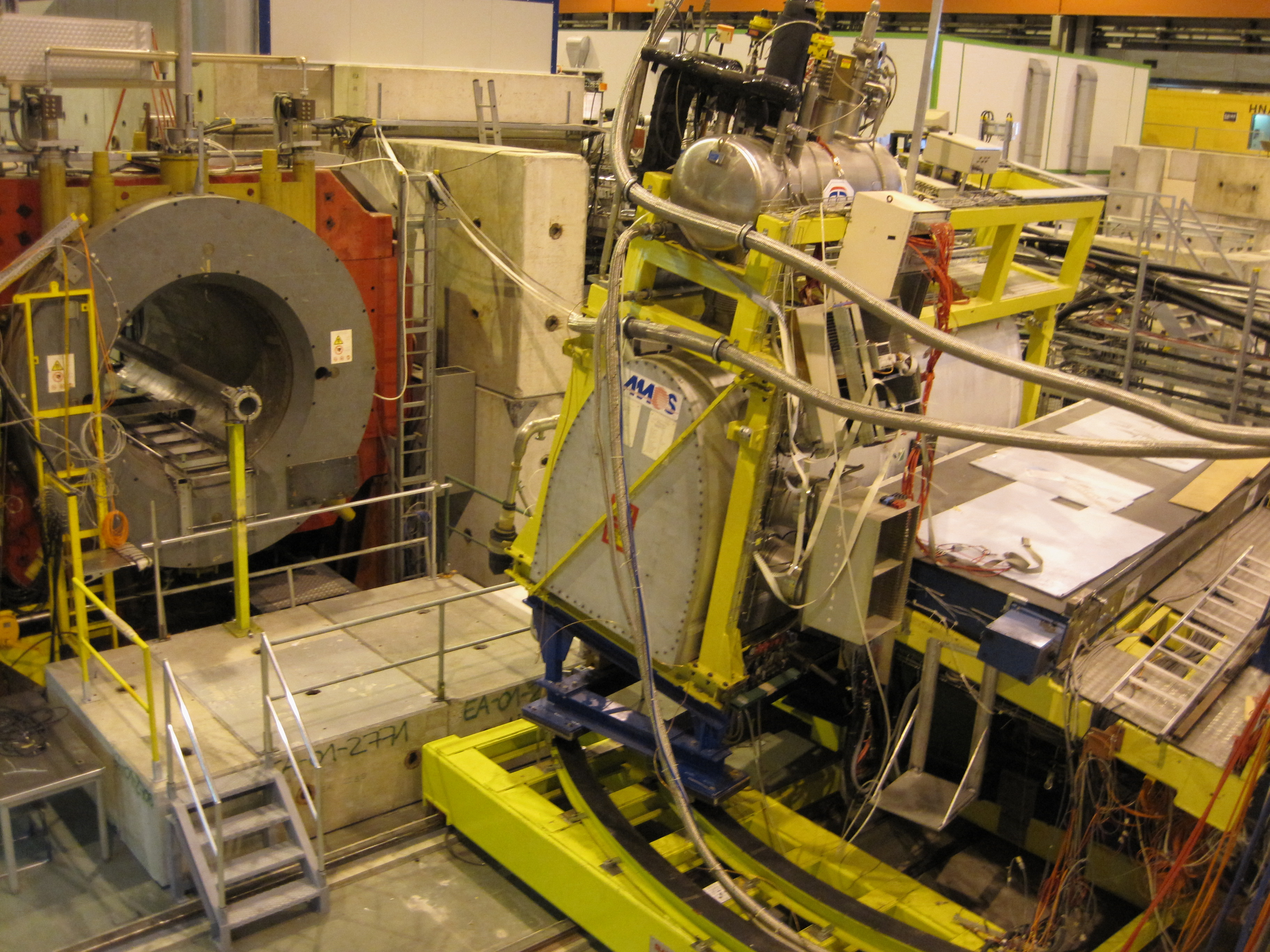
從超級質子同步加速器製成的20 GeV正電子被用來對準直檢試阿爾法磁譜儀。

超級質子同步加速器（Super Proton Synchrotron，缩写：SPS）是歐洲核子研究組織的粒子加速器之一。它被容纳在一个环形隧道中，有6.9（4.3英里）的周长，在瑞士日内瓦附近并横跨法国-瑞士的边界。

## 歷史
1976年6月17日開始使用，一般它可以把粒子加速到300GeV到400GeV之間，但在同年的5月14日就已經被費米國立加速器實驗室的500GeV給超越了。
它常被用來作質子、反質子、電子及正電子的加速。這些粒子最終被注入大型電子正子對撞機（LEP）。2007年或以後，它將為大型強子對撞機注入中子及重離子。
超級質子同步加速器會製造反質子、電子、正電子等粒子，這提供UA1實驗和UA2實驗的粒子來源，所以能發現W及Z玻色子。这些發現和一种冷却粒子的新技术，讓卡洛·魯比亞和西蒙·范德梅爾獲得1984年度的諾貝爾獎。

## 当前业务
SPS现在被用作大型强子对撞机（LHC）高强度质子束的最后阶段的注入器，于2008年9月10日开始试运行，它将质子从26 GeV加速到450 GeV。然后，在LHC本身将它们加速到几个TeV。